# 9016 Henrymoore
9016 Henrymoore (1986 AE) là một tiểu hành tinh vành đai chính được phát hiện ngày 10 tháng 1 năm 1986 bởi C. S. và E. M. Shoemaker ở Palomar.